# Банік Михайло Вікторович
Банік Михайло Вікторович (нар. 22 липня 1972, м. Харків) — відомий український орнітолог та природоохоронець.

## Біографічна довідка
Народився 22 липня 1972 у м. Харків
Михайло Банік — випускник Харківського національного університету ім. В. Каразіна, в якому навчався протягом 1989—1994 років. Працює в Українському НДІ лісового господарства та агролісомеліорації імені Георгія Висоцького та НДІ біології Харківського національного університету імені Василя Каразіна. Старший науковий співробітник Відділу прикладних проблем екології тварин НДІ біології ХНУ.
Учень і послідовник Ігоря Кривицького (1935—2008), одного з найвідоміших орнітологів сходу України.

## Наукова робота

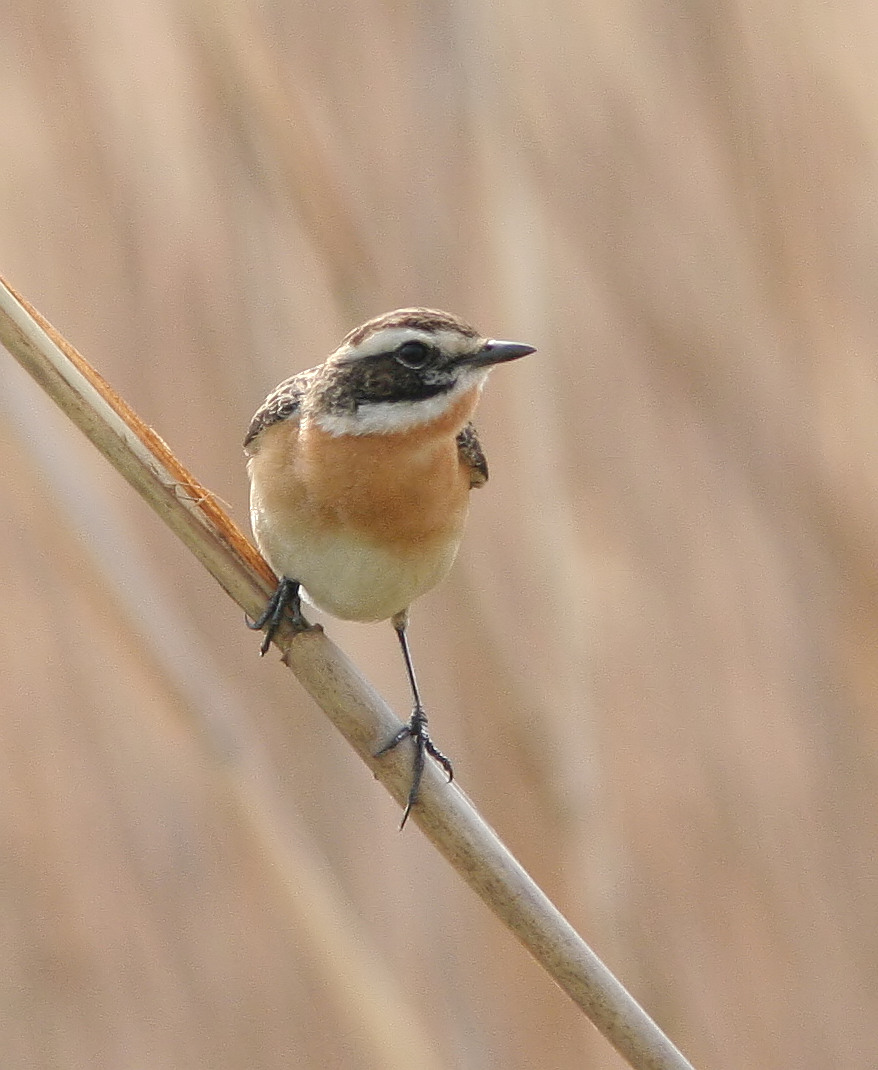
Трав'янка лучна — один з об'єктів дослідження М. Баніка

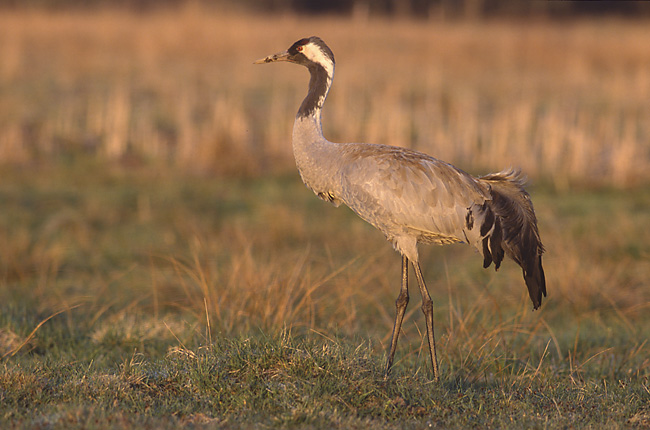
Журавель сірий — один з об'єктів дослідження М. Баніка

Михайло Вікторович — один з найактивніших учасників Робочої групи і фахової мережі «Вивчення птахів басейну Сіверського Дінця» від самого початку її створення (1993). Член Міжнародної робочої групи по вивченню гусеподібних. Автор десятків статей з питань вивчення та проблем охорони біорізноманіття північно-східної України.
Михайло Банік — упорядник та редактор трьох випусків збірників наукових праць із серії «Птахи басейну Сіверського Дінця» (вип. 2 за 1994, вип. 10 за 2007 р., вип. 12 за 2012 р.), а також «Сомовського збірника» (Экология…, 2011), виданого за матеріалами міжнародної конференції «Екологія птахів: види, угруповання, взаємозв'язки», присвяченої 150-річчю з дня народження Миколи Сомова (1861—1923). Ця конференція, організована М. Баніком за участі інших харківських орнітологів, пройшла 1-4 грудня 2011 р. у Харкові.
У 2021 році захистив кандидатську дисертацію на тему: «Трав'янки (Aves: Saxicola) Північного Сходу України: поширення, біологія, поведінка» за спеціальністю 03.00.08 зоологія.

## Дослідження з охорони природи
Окрім дослідження орнітофауни басейну Сіверського Дінця, велику увагу приділяє дослідженням біоти крейдяних відслонень всієї смуги Білогір'я. Веде потужний і важливий для природоохорони вебсайт «Життя на крейді» (Життя…, 2012).
Михайло Банік — виконавець низки міжнародних проектів і грантів.
2011 року вийшла з друку книга «Природно-заповідна спадщина Харківської області», одним з авторів якої є Михайло Вікторович (див. «Джерела»).

## Публікації
Наукові публікації Михайла Вікторовича присвячені переважно вивченню екології птахів, у тому числі їхніх міграцій, просторового розподілу та поведінки. Окремі публікації присвячені теріологічним та ботанічним об'єктам.
_____________________________________________
- Баник М. В. Наблюдения за формированием крупного миграционного скопления серого журавля на юге Херсонской области в 1989 г. // Беркут. — 1993. — N 2. — С. 48-49.
- Баник М. В., Вергелес Ю. И. Встречи редких видов уток в Харьковской области в 1993 г. // Беркут. — 1993. — N 2. — С. 11.
- Баник М. В. Николай Николаевич Сомов // Орнитологи Украины. Библиографический справочник / Составители: Т. А. Атемасова, И. А. Кривицкий. — Харьков, 1999. — Вып. 1. — С. 33—36.
- Банік М. В. Розширення ареалу чорноголової трав'янки (Saxicola torquata L.) в Україні та його можливі причини // Біологія та валеологія. Зб. наук. праць.- Харків: ХДПУ. — 2000. — Вип. 3. — С. 36-49.
- Баник М. В. Пространственная структура популяций и поведение лугового и черноголового чеканов (Aves, Passeriformes: Saxicola torquata, S. rubetra) // Вісн. Дніпропетр.ун-ту. Біологія. Екологія. — 2003. — Вип. 11. — Т. 1. — С. 136—142.
- Банік М. В. Оцінка залежності чисельності лучної та чорноголової трав'янок від структури біотопу та впливу антропогенних факторів в умовах крейдяних схилів Лівобережної України [Архівовано 9 лютого 2019 у Wayback Machine.] // Уч. Зап. ТНУ им. В. И. Вернадского. Сер. «Биология». — 2003. — Том 16 (55).- № 2. — С. 14-18.
- Баник М. В., Джамирзоев Г. С. К методике учета водоплавающих птиц по выводкам на крупных водоемах// Облік птахів: підходи, методики, результати (Зб. наук. статей другої міжнар. наук.-практ. конф.).- Житомир. — 2004. — С. 31-34.
- Банік М. В., Атемасов А. А., Скоробогатов Є. В. Пероральна вакцинація як метод боротьби зі сказом лисиць. Інформаційні матеріали. — Харків, 2006. — 22 с.
- Кривицкий И. А., Баник М. В., Атемасов А. А., Скоробогатов Е. В. Проблемы развития региональной системы кадастра животного мира // Научные исследования на территориях природно-заповедного фонда Харьковской области. — Харьков. — 2006. — Вып.2. — C. 10-17.
- Банік М. В. Порівняльний аналіз біотопічних вимог лучної та чорноголової трав'янок на території Європи [Архівовано 5 березня 2016 у Wayback Machine.] // Беркут. — 2007. — т. 16. — Вип. 1. — С. 87-97.
- Баник М. В. Численность и биотопическое распределение лугового и черноголового чеканов на территории Северо-восточной и Восточной Украины // Бранта. — 2007. — Вып.10. — С. 50-64.
- Банік М. В., Тверетинова В. В., Волкова Р. Є. та ін. Нові місцезнаходження Daphne sophia Kalen. (Thymeleaceae) в Україні[недоступне посилання з серпня 2019] // Укр. ботан. журн. — 2007. — Т. 64, № 4. — С. 565—569.
- Баник М. В. Слово об учителе [ И. А. Кривицком ] // Птицы бассейна Северского Донца. — Донецк: ДонНУ, 2010. — Вып. 11 (Мат. 15 науч. конф. …). — С. 15-21.
- Баник М. В. Современный статус и динамика численности большого веретенника (Limosa limosa) в Харьковской области // Птицы бассейна Северского Донца. — 2010. — Вып. 11. — С. 105—111.
- Брезгунова О. А., Баник М. В. Наблюдения за ночевочным поведением горихвостки-чернушки (Phoenicurus ochruros) в Харьковской области // Птицы бассейна Северского Донца. — 2010. — Вып. 11. — С. 182—184.
- Природно-заповідна спадщина Харківської області / Т. А. Атемасова, А. А. Атемасов, М. В. Банік; [та ін.]; ред. кол.: В. А. Токарський ; Харківська обл. держ. адміністрація, [та ін.] . — Харків: Харківський нац. ун-т ім. В. Н. Каразіна, 2011 . — 216 с.
- Крила над водою. Птахи водно-болотних угідь / Банік М. В., Землянських І. І.; — Бровари: Бобко О. В. та Халіков Р. Х., 2021. — 112 с.

_____________________________________________